# Свято-Успенська церква (Біляївка)
Свято-Успенська церква (відома також як Біла церква) — один із православних храмів міста Біляївка, Одеський район, Одеська область.
Храм був заснований у 1873 році й протягом 19 столітті славилася на всю Херсонську губернію. Відзначалася красота церковної дзвіниці, внутрішнього оздоблення, урочистий хресний хід, спів хору, церковні служби. На початку 20-го століття настоятелем храму був протоієрей Павло Григорович Мерчанський, дружина якого була однією з дочок святого праведного Іони Одеського, тому не виключено, що сам святий бував у храмі.
За правління комуністі, у 1937 році, храм було зачинено. Купол церкви було зруйновано, а настоятель храму, отець Павло, був розстріляний біля церковної брами. У 1943 році, під час Другої світової війни, із приходом до влади румунів розпочалася реконструкція храму, знову розпочалися служби. Були відновлені 4 колони, на яких згодом і звели купол. Служби в храмі продовжувалися до 1950-х років. Тоді храм було зачинено, хрест урочисто знято, а в будівлі діяла майстерня, згодом автоколона. Єдине що збереглося від храму — фреска із зображенням святого Онуфрія, яку намагалися замалювати, але образ святого проступав через фарбу.
Відновлення храму розпочалося у 1990-х роках. Однак мешканці Біляївки не поспішали відновлювати храм, оскільки в місті вже діяла Свято-Миколаївська церква.
Але з часом питання про відкриття на території міста другого, раніше діючого Свято-Успенського храму, піднявся. Однак згодом храм було відновлено. Поточним настоятелем храму є отець Володимир (Підгаєцький). На території храму діє музей, де зберігаються різноманітні речі місцевого побуту.

## Галерея

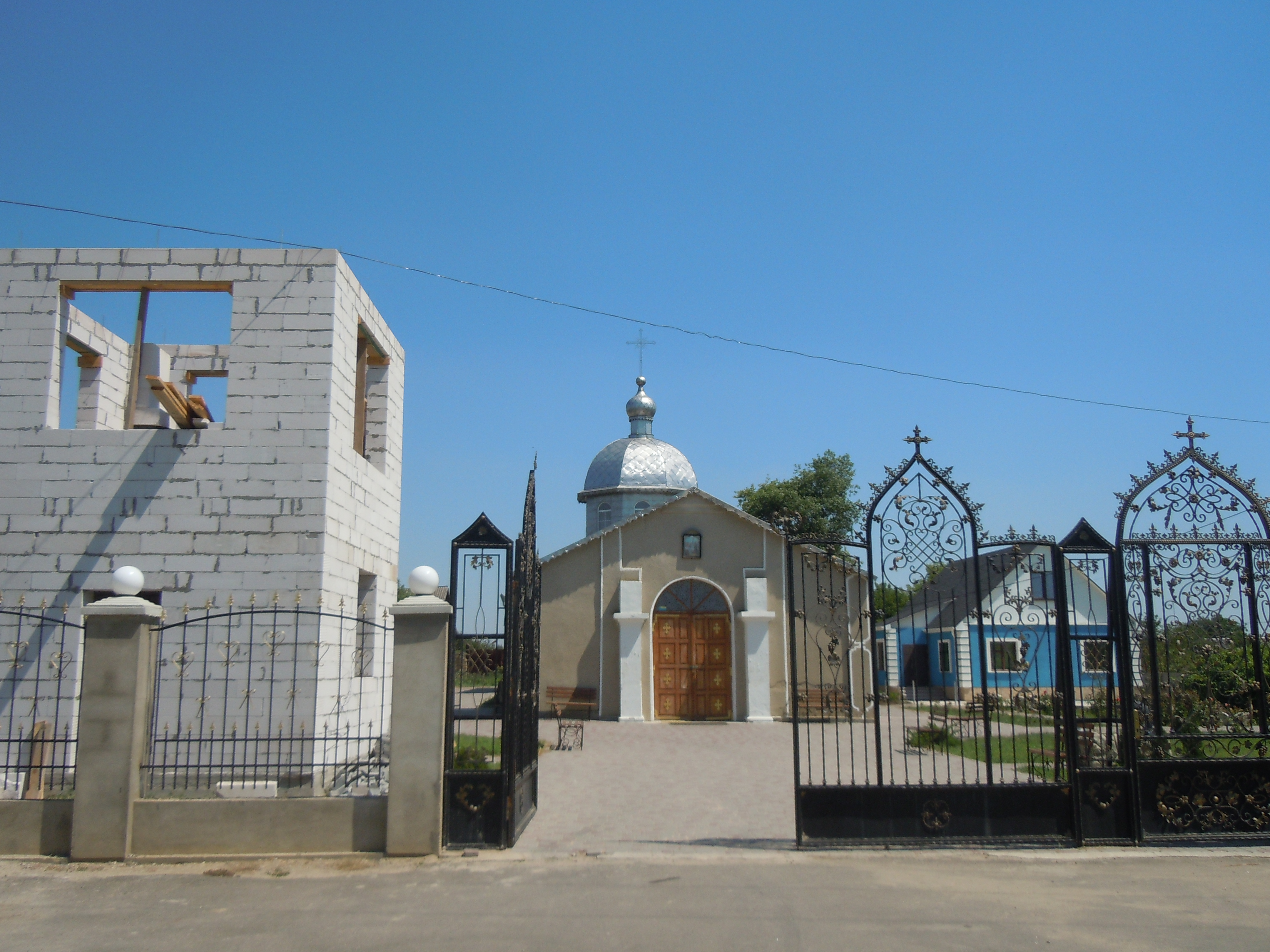
Відновлена церковна брама
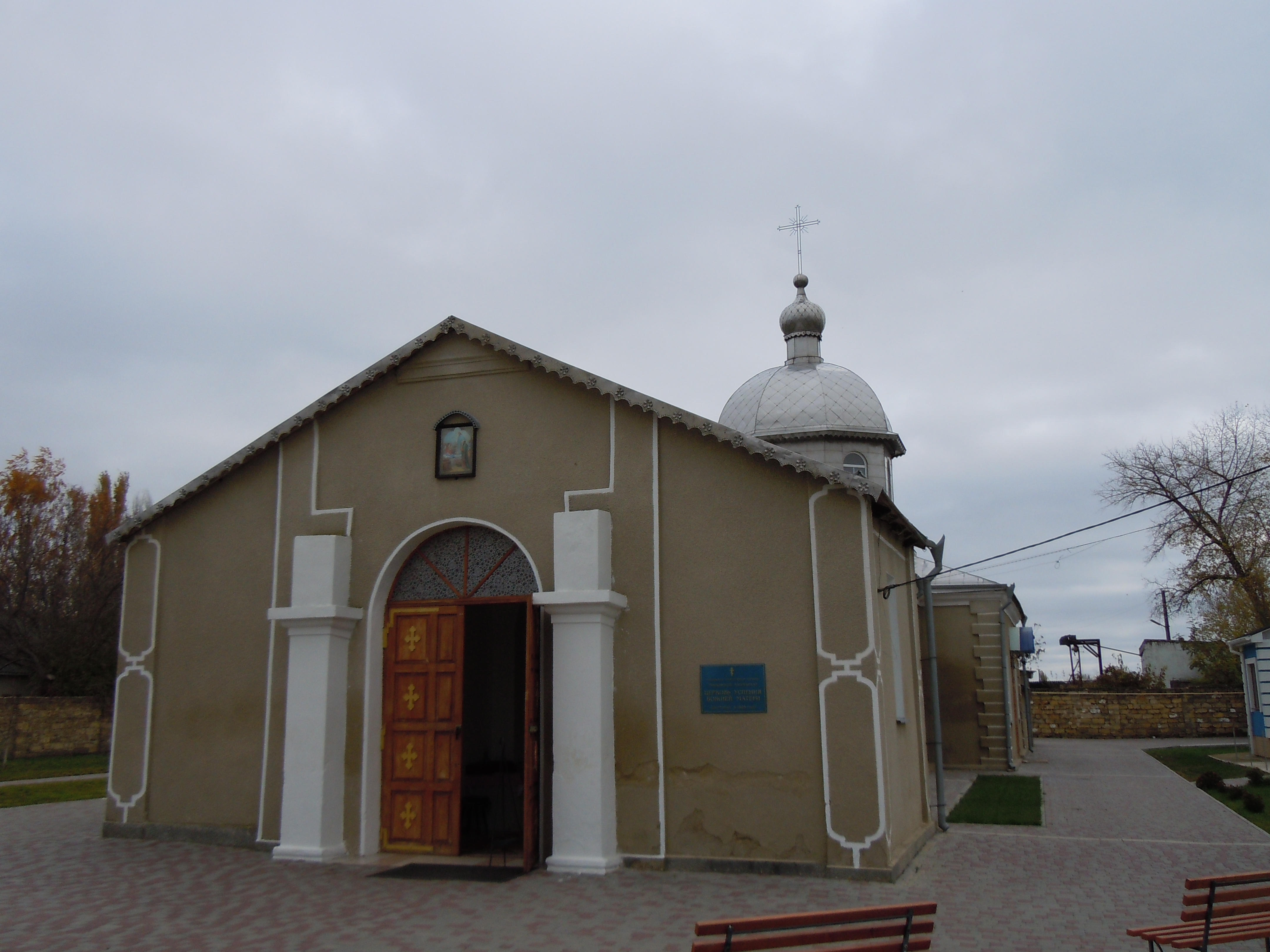
Вхід до церкви